# Which Woman?
Which Woman? er en amerikansk stumfilm fra 1918 af Harry Pollard og Tod Browning.

## Medvirkende
- Ella Hall - Doris Standish
- Priscilla Dean - Mary Butler
- A. Edward Sutherland - Jimmy Nevin
- Edward Jobson - Cyrus W. Hopkins
- Andrew Robson - Peter Standish
- Marian Skinner
- Fred Starr